# Nissolia setosa
Nissolia setosa är en ärtväxtart som beskrevs av Townshend Stith Brandegee. Nissolia setosa ingår i släktet Nissolia och familjen ärtväxter. Inga underarter finns listade i Catalogue of Life.